# MDG (label)
Pour les articles homonymes, voir MDG.
MDG (Musikproduktion Dabringhaus und Grimm) est un label discographique indépendant allemand de musique classique, basé à Detmold, fondé en 1978.

## Histoire
MDG, pour Musikproduktion Dabringhaus und Grimm, est un label discographique fondé en 1978 par Werner Dabringhaus et Reimund Grimm, deux jeunes ingénieurs du son allemands,,. Basé à Detmold, le label est spécialisé dans la musique classique,,.
Le fonds de catalogue, en grande partie constitué de répertoires rares et négligés, comprend environ 2 000 titres, avec des enregistrements privilégiant les acoustiques naturelles. Par an, la société produit environ 50 nouveautés discographiques.

## Artistes
Le Trio Parnassus, Frank Bungarten (en), le Quatuor de Leipzig, Musica Alta Ripa (en) ou l'Ensemble Villa Musica sont quelques-uns des artistes enregistrés par MDG.